# Ambrosius Hubrecht

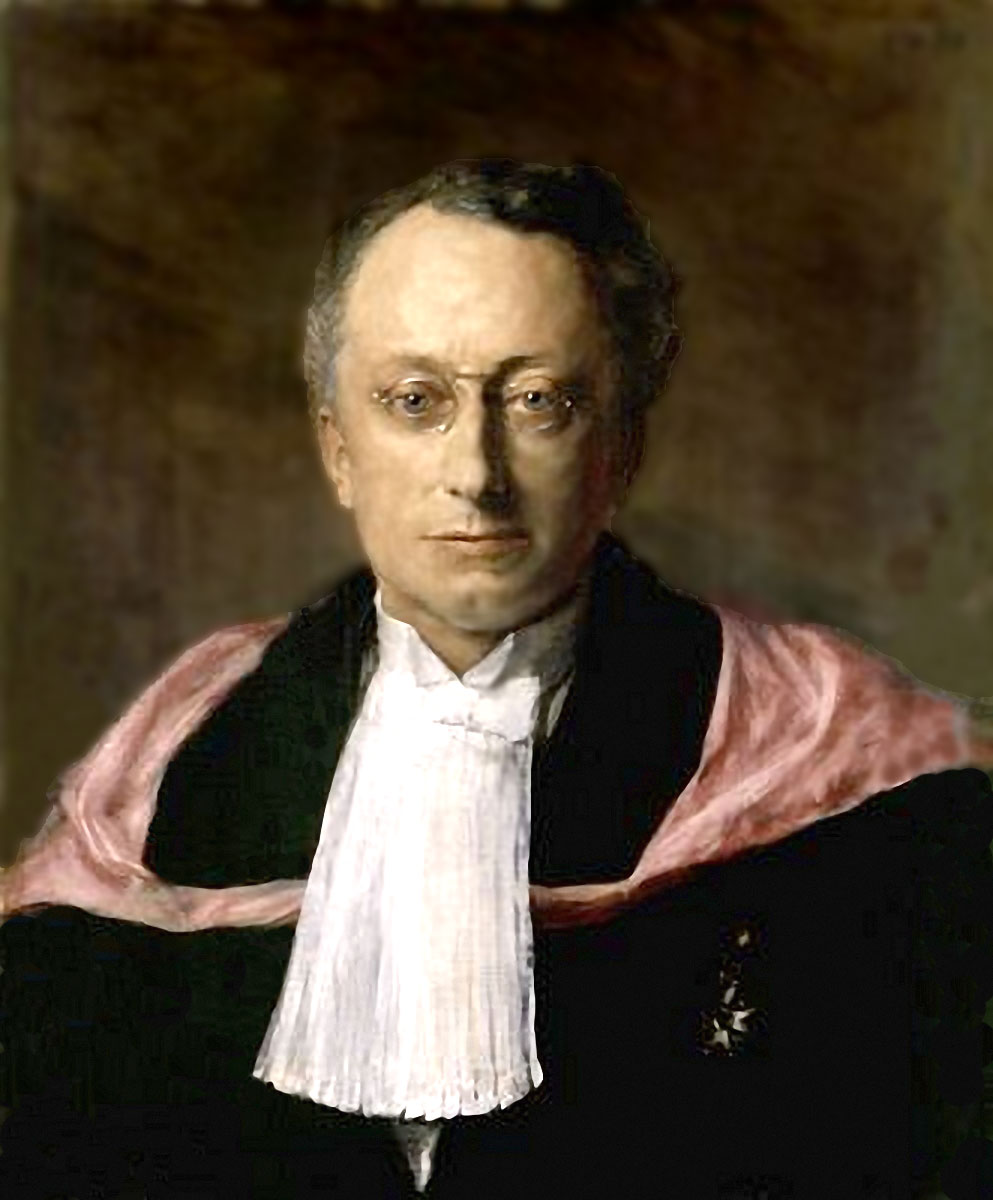
Ambrosius Arnold Willem Hubrecht

Ambrosius Arnold Willem Hubrecht (* 2. März 1853 in Rotterdam; † 21. März 1915 in Utrecht) war ein niederländischer Zoologe.

## Leben
Der Sohn des Generalsekretärs des Departements des Innern Paul François Hubrecht (* 29. November 1829 in Leiden; † 7. Juli 1902 in Doorn) und dessen Frau Maria Pruys van der Hoeven  (* 15. Januar 1824 in Rotterdam; † 17. Januar 1901 in 's-Gravenhage) stammte väterlicherseits aus einem niederländischen Patriziergeschlecht und war mütterlicherseits aus einem Gelehrtengeschlecht. Ab 1865 hatte er die höhere Bürgerschule seiner Heimatstadt besucht und 1869 das Polytechnikum in Delft bezogen. Hubrecht begann 1870 an der Universität Utrecht ein Studium der Biologie. In Utrecht waren Franciscus Cornelis Donders und Pieter Harting (1812–1885) seine prägenden Lehrer. 1873 setzte er an der Universität Leiden bei Emil Selenka seine Studien fort und hatte sein Wissen 1874 unter Carl Gegenbaur an der Universität Heidelberg erweitert.
1874 kehrte er nach Utrecht zurück und wurde am 21. Oktober 1874 mit der sehr guten Abhandlung Aanteekeningen over de anatomie, histologie en ontwikkelingsgeschiedenis van eenige Nemertinen (Utrecht 1874, frei deutsch übersetzt: Anmerkungen über die Anatomie, Histologie und Entwicklungsgeschichte von einigen Schnurwürmern.) zum Doktor der Naturkunde promoviert. Danach war er als Assistent am zoologischen Institut in Erlangen, ging 1875 als Konservator an das Staatsmuseum für Naturgeschichte in Leiden und wurde 1882 zum Professor der Zoologie und vergleichenden Anatomie an die Universität Utrecht berufen, welche Tätigkeit er mit einer Rede De hypothese der versnelde ontwikkeling door eerstgeboorten en hare plaats in de evolutieleer (Utrecht 1882, frei deutsch übersetzt: Die Hypothese der beschleunigten Entwicklung der Erstgeburt und deren Platz in der Evolution.) antrat.
In seiner Zeit in Utrecht begann sein Interesse an der vergleichenden Embryologie der Wirbeltiere sich zu entwickeln. Als treuer Anhänger der Darwinschen Theorie versuchte er die Ergebnisse seiner Forschungen in Bezug auf Verwandtschaftsverhältnisse zu interpretieren. Er untersuchte in vergleichenden Studien Eizellen in der Gebärmutter und deren erste Stadien in der Plazenta. Um für seine Forschung Material in ausreichender Menge zur Verfügung zu haben, unternahm Hubrecht Forschungsreisen die ihn 1890/91 nach Niederländisch-Ostindien, 1912 nach Algerien und 1914 nach Afrika führten. Dabei hatte er sich einen umfangreichen Fundus an Materialien zu embryonalen Säugetieren aufgebaut.
1910 wurde für ihn in Utrecht extra eine Professur der vergleichenden Embryologie eingerichtet, die er selbst mit einer am 2. Mai 1910 gehaltenen Rede De plaats der vergelijkende embryologie in het hooger onderwijs antrat. 1901/02 war er auch Rektor der Utrechter Alma Mater gewesen, hat die Ehrendoktorwürde von sechs ausländischen Hochschulen erhalten (St. Andrews, Princeton, Cambridge, Glasgow, Gießen und Dublin) und wurde als Ritter des Ordens des niederländischen Löwen geehrt. Ab 1883 war er Mitglied der königlichen Akademie der Wissenschaften der Niederlande (KNAW) und ab 1914 der Académie royale des Sciences, des Lettres et des Beaux-Arts de Belgique, außerdem wurde er zum Mitglied vieler ausländischer akademischer und wissenschaftlicher Gesellschaften ernannt.
Die von ihm und J.P. Hill angelegte Sammlung mit ca. 80.000 histologischen Präparaten befindet sich seit 2004 im Berliner Museum für Naturkunde und ist Bestandteil der Humboldt-Universität.

## Schriften (Auswahl)
- Notiz über einige Untersuchungen am Kopfskelet der Holocephalen. In: Morphologisches Jahrbuch. Band 3, Heft 2, 1877, S. 280–282.
- The genera of European Nemerteans critically revised, with description of several new species. In: Notes from the Royal Zoological Museum of the Netherlands at Leyden. Band 1, 1879, S. 193–232.
- Proneomenia Sluiteri gen. et sp. n., eine neue archaische Molluskenform aus dem Eismeere. In: Zoologischer Anzeiger. Jahrgang 3, 1880, S. 589–590.
- On the Ancestral Form of the Chordata. In: Quarterly Journal of Microscopical Science. Neue Serie, Band 23, 1883, S. 349–368, Tafel 23, doi:10.1242/jcs.s2-23.91.349.
- Proeve eener ontwikkelingsgeschiedenis van Lineus obscurus Barrois. Leeflang, Utrecht 1885, (Digitalisat).
- Report on the Nemertea collected by H.M.S. Challenger during the Years 1873–76 (= Report on the Scientific Results of the Voyage of H.M.S. Challenger during the Years 1873–76. Zoology. Band 19, Teil 54). HMSO, London u. a. 1887, (Digitalisat).
- Dondersia festiva; gen. et sp. nov. In: Feestbundel van Natuur- en Geneeskundige Onderzoekingen, ter Gelegenheid van den 70sten Verjaardag van Franciscus Cornelis Donders. van Rossen, Amsterdam 1888, S. 324–339, Tafel 8–9.
- Die Keimblase von Tarsius. Ein Hilfsmittel zur schärferen Definition gewisser Säugethierordnungen. In: Festschrift zum siebenzigsten Geburtstage von Carl Gegenbaur. Am 21. August 1896. Band 2. Engelmann, Leipzig, 1896, S. 147–179.
- The Descent of the Primates. Lectures delivered on the Occasion of the Sesquicentennial Celebration of Princeton University. Charles Scribner’s Sons, New York NY 1897, (Digitalisat).
- De evolutie in nieuwe banen. Redevoering uitgesproken op 20 maart 1902. van Druten, Utrecht 1902, (Rektoratsrede).
- Die Säugetierontogenese in ihrer Bedeutung für die Phylogenie der Wirbeltiere. Gustav Fischer, Jena 1909.